# نيكوس كسيداكيس
نيكوس كسيداكيس (بالأحرف اللاتينية Nikos Xydakis باليونانية Νίκος Ξυδάκης) (مولود في القاهرة، مصر في 17 مارس / آذار 1952) مؤلف ومغني وعازف بيانو يوناني شهير. هاجر من مصر إلى اليونان مع عائلته عام 1963.
له أعمال كثيرة في التأليف الموسيقي وخصوصا في التأليف المسرحي وأغاني شعبية عديدة. بدأ بأعماله الفنية عام 1978 مع Ekdikisi Tis Gyftias (ثأر الغجر) مع المغني نيكوس بابازوغلو وتابع معه في Ta Dithen عام 1979. له عشرات المؤلفات، ومنها عام 1989 Cairo - Nafplio - Khartoum (القاهرة، نافبليو، الخرطوم) مع كلمات تودوريس غونيس.

## روابط خارجية
- نيكوس كسيداكيس على موقع IMDb (الإنجليزية)
- نيكوس كسيداكيس على موقع ميوزك برينز (الإنجليزية)
- نيكوس كسيداكيس على موقع أول ميوزيك (الإنجليزية)
- نيكوس كسيداكيس على موقع ديسكوغز (الإنجليزية)
- نيكوس كسيداكيس على موقع قاعدة بيانات الفيلم (الإنجليزية)